# Zodariellum spinulosum
Zodariellum spinulosum là một loài nhện trong họ Zodariidae.
Loài này thuộc chi Zodariellum. Zodariellum spinulosum được J. Denis miêu tả năm 1966.